# Какачишвили, Семён Яковлевич
Семён Яковлевич (Самсон Якобович) Какачишвили — председатель колхоза им. Махарадзе Ахалцихского района Грузинской ССР, Герой Социалистического Труда (1966).
Родился 2 (20) марта 1903 г. Член ВКП(б)/КПСС с 1938 г.
С 1933 г. работал в колхозе. В 1941—1943 гг. служил в РККА, участник войны.
В 1939—1941 и с 1943 г. председатель колхоза им. Махарадзе, с. Вале Ахалцихского района Грузинской ССР.
В 1966 г. в его колхозе получена урожайность зерновых 22 ц/га на площади 414 га и картофеля 221 ц/га на площади 102 га.
Герой Социалистического Труда (02.04.1966). Награждён двумя орденами Ленина, двумя орденами Трудового Красного Знамени, медалью «За трудовое отличие» (24.02.1941), Малой золотой медалью ВСХВ и Большой серебряной медалью ВДНХ.
Дата смерти не выяснена (между 1971 и 1985 годами).